# Thanh An, Cam Lộ
Thanh An là một xã thuộc huyện Cam Lộ, tỉnh Quảng Trị, Việt Nam.

## Địa lý
Xã Thanh An nằm ở phía đông huyện Cam Lộ, có vị trí địa lý:
- Phía đông giáp thành phố Đông Hà và huyện Gio Linh
- Phía tây giáp xã Cam Thủy
- Phía nam giáp thành phố Đông Hà
- Phía bắc giáp huyện Gio Linh.

Xã Thanh An có diện tích 27,54 km², dân số năm 2018 là 8.024 người, mật độ dân số đạt 293 người/km². Quốc lộ 1 và tỉnh lộ 71 chạy qua địa bàn xã.

## Hành chính
Xã Thanh An được chia thành 11 thôn: An Bình, An Thạch, Cam Lộ, Kim Đâu, Mỹ Xuân, Phi Thừa, Phổ Lại, Phú Hậu, Phú Ngạn, Trúc Khê, Trúc Kinh.

## Lịch sử
Địa bàn xã Thanh An hiện nay trước đây vốn là hai xã Cam Thanh và Cam An thuộc huyện Cam Lộ.
Trước khi sáp nhập, xã Cam Thanh có diện tích 13,24 km², dân số là 2.489 người, mật độ dân số đạt 188 người/km², gồm 3 thôn: An Bình, Cam Lộ, Phú Ngạn. Xã Cam An có diện tích 14,30 km², dân số là 5.535 người, mật độ dân số đạt 387 người/km², gồm 8 thôn: Phổ Lại, An Thạch, Mỹ Xuân, Kim Đâu, Phú Hậu, Trúc Kinh, Trúc Khê, Phi Thừa.
Ngày 17 tháng 12 năm 2019, Ủy ban Thường vụ Quốc hội ban hành Nghị quyết 832/NQ-UBTVQH14 về việc sắp xếp các đơn vị hành chính cấp xã thuộc tỉnh Quảng Trị (nghị quyết có hiệu lực từ ngày 1 tháng 1 năm 2020). Theo đó, sáp nhập toàn bộ diện tích và dân số của hai xã Cam Thanh và Cam An thành xã Thanh An.

## Văn hóa
Làng nghề: Làng bún Cẩm Thạch.